# Семиозис
Семио́зис (др.-греч. σημείωσις, «обозначение») — в семиотике обозначает процесс интерпретации знака, или  процесс порождения значения.

## В медицине
Термином семиозис пользовались древнегреческие врачи, в частности, Гален из Пергама для постановки диагноза: семиозис означал интерпретацию симптомов.

## В языкознании
Древние греки включали в семиозис:
1. То (предмет), что выступает как знак;
2. То, на что указывает знак или к чему он отсылает (десигнат);
3. Воздействие, в силу которого данный предмет оказывается для интерпретатора знаком интерпретанта[англ.].

Один из основоположников современной семиотики Чарльз Пирс применял понятие семиозис для характеристики триадической природы элементарного знакового отношения знак — объект — интерпретанта. Для Пирса именно понятие семиозиса было центральным понятием его семиотической теории. По мысли Пирса, никакой предмет не функционирует как знак до тех пор, пока он не осмысливается как таковой.
Иначе говоря, нечто должно быть интерпретировано, чтобы быть знаком. Согласно Пирсу, осуществляется это знание благодаря интерпретанте. Интерпретанта — это перевод, истолкование, концептуализация отношения знак/объект в последующем знаке (например, определенная реакция человека на воспринимаемый знак; объяснение значения данного слова с помощью других слов и т. д.). Каждый знак способен порождать интерпретанту, и этот процесс фактически бесконечен. Пирс постулирует необходимость бесконечности этого процесса следующим образом. Если предположить гипотетическое существование самой последней, самой сложной, исчерпывающей и завершающей интерпретанты данного объекта, то эта интерпретанта может быть ничем иным как самим объектом, целиком явленным нашему сознанию. Но такой объект, а равно и такой знак (как физически тождественные друг другу) не возможны и не существуют. Стало быть, процесс интерпретации безграничен. На этом постулате основана идея Пирса о неограниченном семиозисе. В рамках такого подхода семиозис — это динамический процесс интерпретации знака, единственно возможный способ его функционирования. Семиозис — это деятельность знака по производству своей интерпретанты. Идея семиозиса выражает самую суть отношений между знаком и внешним миром — объект репрезентации существует, но он удален и недосягаем, будучи словно «спрятан» в череде семиотических медиаций. Однако познание этого объекта возможно лишь через исследование порожденных им знаков. Моррис определял семиозис как «процесс, в котором нечто функционирует как знак». Он также выделял три измерения семиозиса (которые зачастую рассматриваются как различные сферы семиотического анализа):
1. Семантика — определяет отношение знака к своему объекту
2. Синтактика — регулирует отношения знаков друг к другу
3. Прагматика — исследует отношения между знаками и теми, кто ими пользуется (интерпретаторы)